# Onitis sphinx
Onitis sphinx là một loài bọ cánh cứng trong họ Bọ hung (Scarabaeidae).